# Троїцька волость (Верхньодніпровський повіт)
Троїцька волость — адміністративно-територіальна одиниця Верхньодніпровського повіту Катеринославської губернії.
Станом на 1886 рік — складалася з 4 поселень, 2 сільських громад. Населення — 5989 осіб (2949 чоловічої статі та 3040 — жіночої), 1122 дворових господарства.
|                     | Площа, десятин | У тому числі орної, десятин |
| ------------------- | -------------- | --------------------------- |
| Сільських громад    | 3539           | 2889                        |
| Приватної власності | 24322          | 6059                        |
| Іншої власності     | 153            | 87                          |
| Загалом             | 28014          | 9035                        |

Найбільші поселення волості:
- Троїцьке (Калинівка, Балабановка) — село при балці Жаб'ячій в 50 верстах від повітового міста, 211 осіб, 40 дворів, православна церква, школа, лавка.
- Мала Кушкочка — село при балці Жаб'ячій, 217 осіб, 32 двори, лавка.
- Миколаївка (Куп'єваха) — село при річці Купійовата, 800 осіб, 143 двори, православна церква, школа, 2 лавки, 3 ярмарки.
- Плоске (Тарановка, Новоселівка) — село при озері Гнилому, 281 особа, 45 дворів, 2 лавки.